# Ercuis (entreprise)
Ercuis est une entreprise d'orfèvrerie française fondée en 1867 dans le village d'Ercuis dans l'Oise et filiale d'un groupe italien, Sambonet Paderno Industrie.
Les ateliers d'Ercuis sont basés à Ercuis, dans l'Oise, et produisent une gamme d'articles allant des plats et couverts en argent aux bijoux et objets de décoration.

## Historique

### Création auXIXesiècle
En 1867, le jeune curé d'Ercuis, le Père Adrien Céleste Pillon, crée une entreprise d'orfèvrerie religieuse décorée d'émaux en relief, argentée et dorée par électrolyse. Il crée à Ercuis une cité ouvrière où la main-d’œuvre afflue.
Pour financer ces investissements, il lance un journal qui s'avère être également un excellent support publicitaire. Mais très vite les autorités religieuses le démettent de ses fonctions.
L'entreprise, rachetée par Léon Durand (polytechnicien ex directeur de production des cristalleries de Clichy) et probablement son cousin Maës, trouve vite son essor en s'orientant vers les arts de la table et l'argenterie. Elle ouvre en 1880 une première boutique à Paris, puis se développe en province et à l'étranger. Elle loue en 1888 un vaste immeuble rue Boulanger, à Paris dans le Xe arrondissement, puis elle déménage à côté du Ministère de la Marine, rue Royale, où elle est toujours établie aujourd'hui.
Le manufacturier, Georges Maës, signe en 1886 une convention avec l'Orfèvrerie Ercuis pour laquelle il produit en utilisant le poinçon de sa cristallerie de Clichy avec un centaure qui devient le symbole de la marque. À la fin du XIXe siècle, les nouveaux dirigeants de l'orfèvrerie d'Ercuis, la famille Maës qui possèdera l'entreprise pendant trois générations, accroissent les capacités de production et participent aux grandes Expositions Universelles de 1889 et 1900.

### Orfèvrerie de luxe

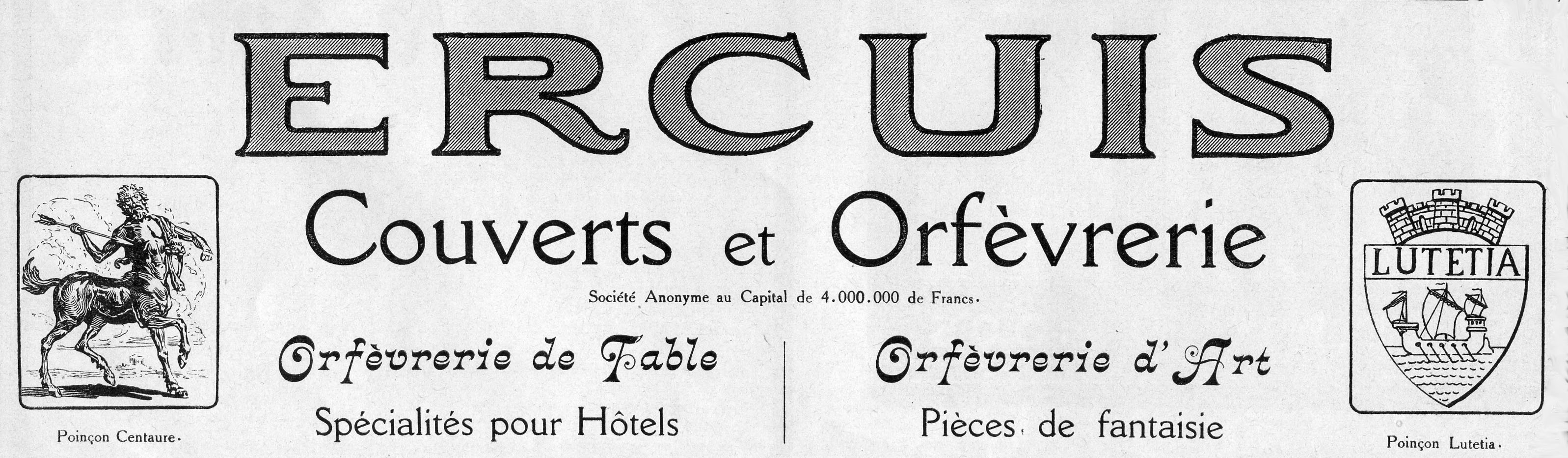
Réclame de 1924 (L'Illustration).

Après la guerre de 1914-1918, la fabrication reprend et Ercuis et lances des nouvelles formes dans le style Art déco qui sont remarquées aux expositions internationales de 1925, 1931 et 1937. Au fil de ses créations, l'entreprise touche une riche clientèle. 
Ercuis équipe les grands hôtels de la Côte d'Azur et de la côte basque, de la région parisienne comme le Pavillon Henri IV à Saint-Germain, ainsi que la Marine nationale. En 1935, Ercuis reçoit par le Ministère de la Marine des commandes pour la Compagnie des chargeurs réunis et pour la Compagnie générale transatlantique, elle équipe les paquebots de prestige comme le Normandie, Ville d'Alger, Île-de-France, et en 1962 le France. Ercuis équipe aussi les grandes compagnie aériennes et le célèbre Orient-Express.
La Maison Ercuis fait partie depuis 1978 du Comité Colbert.

### Déclin de la porcelaine, relance
De 1980 à 1990, Ercuis devient une société anonyme à comité de surveillance, la famille Rouget devient majoritaire, elle acquiert en 1986 l'Orfèvre Ravinet d'Enfert qui fabrique de l'orfèvrerie en argent massif. En 1992, Ercuis rachète Raynaud. En septembre 1995, Ercuis ouvre sa première boutique, à Paris. En 1997, Ercuis enregistre un chiffre d'affaires de 157 millions de francs. En 1998, Ercuis rachète le petit coutelier Peter. En mai 2003, Ercuis rachète le porcelainier Haviland et Parlon. Malgré cette reprise, Haviland est placée en redressement judiciaire le 6 janvier 2005. Au fil des années, Ercuis a ŕécupéré les sociétés de porcelaine de Limoges en faillite, victimes du déclin du marché.
En 2015, le groupe de luxe italien Sambonet Paderno industrie rachète Ercuis pour une somme non-communiquée. Sambonet Paderno Industrie devient propríétaire de 52,25% des parts de la société, la famille Raynaud conservant le reste du capital.
En septembre 2006 est adopté un plan de continuation.
En mars 2016, Patrick Defacq, graveur-ciseleur à Ercuis, reçoit l’insigne de Chevalier des Arts et des lettres
En septembre 2018 la direction de Ercuis et Raynaud est confiée à Antoine de Remur,.

## Fabrication
Le savoir-faire est maintenu par des orfèvres hautement qualifiés, qui perpétuent une fabrication traditionnelle. Chaque pièce d'orfèvrerie est constituée d'un certain nombre d'éléments préparés séparément, découpés, matricés, laminés ou emboutis, repoussés, tournés, ciselés. À chaque étape intervient un ouvrier (planeur, tourneur, repousseur, orfèvre). La pièce finale est assemblée par brasage à l'argent, soudure à l'étain puis éventuellement sertie. Elle est ensuite ciselée avec un très grand soin. Une fois assemblée, chaque pièce est polie puis argentée par électrolyse. Une fois contrôlée, la finition du métal est ainsi parfaite.